# Liste der Monuments historiques in Hœdic
Die Liste der Monuments historiques in Hœdic führt die Monuments historiques in der französischen Gemeinde Hœdic auf.

## Liste der Bauwerke
| Bezeichnung                                | Beschreibung | Standort | Kennzeichnung | Schutzstatus | Datum | Bild |
| ------------------------------------------ | ------------ | -------- | ------------- | ------------ | ----- | ---- |
| Dolmen de la Croix und Menhir de la Vierge |              | (Lage)   | PA00091293    | Classé       | 1926  |      |
| Fort                                       |              | (Lage)   | PA56000027    | Inscrit      | 2000  |      |

## Liste der Objekte
- Monuments historiques (Objekte) in Hœdic in der Base Palissy des französischen Kultusministeriums